# 반체 시코프
반체 시코프(마케도니아어: Ванче Шиков, Vanče Šikov, 1985년 7월 19일 ~ )는 과거 센터백으로 활약한 북마케도니아의 전 축구 선수이다.
2014년부터 2016년까지 오스트리아의 구단인 아우스트리아 빈에서 주전 선수로 활약했으며, 2016년 6월 20일 그는 네프치 바쿠로 팀을 옮기게 된다.